# Francisco Cabello
Pour les articles homonymes, voir Cabello.
Cabello  Luque est un nom espagnol. Le premier nom de famille, en général paternel, est Cabello ; le second, en général maternel, souvent omis, est Luque.
Francisco Cabello Luque est un coureur cycliste espagnol, né le 20 mai 1969 à La Zubia.

## Biographie
Professionnel de 1990 à 2006, il a notamment remporté une étape du Tour de France 1994.

## Palmarès
- 1988
  - Gran Premio Feria de San Pedro
- 1992
  - Mémorial Manuel Galera
- 1994
  - Challenge de Majorque
  - 2e et 4e étapes du Grande Prémio Sport Notícias
  - 4e étape du Tour de France
  - 3e du Tour d'Andalousie
- 1995
  - 3e étape du Tour d'Andalousie
  - 2e du Tour d'Andalousie
- 1996
  - Challenge de Majorque
  - Trofeo Soller
  - Trofeo Calvia
  - 2e étape du Tour de La Rioja
  - 3e du Mémorial Manuel Galera
  - 3e du Tour de La Rioja
- 1999
  - Trofeo Calvia
  - 2e du Trofeo Alcudia
  - 2e du Challenge de Majorque
- 2000
  - Challenge de Majorque
  - Trofeo Soller
  - Trophée Andratx
  - 2e étape du Tour de Murcie
  - 2e du Tour d'Andalousie
- 2001
  - 4e étape du Tour de Murcie
  - 2e du Circuit de Getxo
  - 2e du Challenge de Majorque
- 2002
  - Challenge de Majorque
  - 3e du Trofeo Manacor
- 2003
  - 3e du Challenge de Majorque
- 2005
  - Tour d'Andalousie

## Résultats sur les grands tours

### Tour de France
6 participations
- 1994 : 87e, vainqueur de la 4e étape
- 1995 : hors délais (8e étape)
- 1996 : 102e
- 1997 : 108e
- 1998 : non-partant (18e étape) à la suite du retrait de l'équipe Kelme
- 2002 : 111e

### Tour d'Italie
3 participations
- 1993 : 111e
- 1997 : 81e
- 1999 : 68e

### Tour d'Espagne
11 participations
- 1990 : 118e
- 1991 : 95e
- 1994 : 67e
- 1995 : 64e
- 1996 : 94e
- 1998 : 80e
- 1999 : 81e
- 2000 : 83e
- 2001 : 75e
- 2003 : 113e
- 2004 : 102e

## Classements mondiaux
| Année           | 2005 |
| --------------- | ---- |
| UCI Europe Tour | 109e |